# Mouvement des musulmans laïques de France
Le Mouvement des musulmans laïques de France (MMLF) est une organisation appartenant à la « mouvance musulmane laïque ».

## Objectifs et représentativité
Bien que la mouvance musulmane laïque soit « dépourvue de toute coordination », elle se fixe pour objectif premier de contester au CFCM (?) et aux religieux en général (imams, prédicateurs) le monopole de la représentation de l’islam et de la prétention à parler au nom de tous des musulmans de France,. La couverture médiatique dont elle bénéficie, sans commune mesure avec son assise sociale, ne l'empêche pas de prétendre représenter la « majorité silencieuse » des musulmans de l’Hexagone. Par le biais de pétitions et d’ouvrages ciblés ces musulmans sécularisés entendent davantage capter à leur profit l’attention des responsables politiques et des médias et négocier des soutiens logistiques ou des formes de reconnaissance symbolique plutôt que convaincre leurs coreligionnaires. Selon Franck Frégosi, ces « musulmans laïcs » « sont totalement instrumentalisés ou récupérés par des réseaux néo-conservateurs ».